# 伏見城の戦い
伏見城の戦い（ふしみじょうのたたかい）は、1600年8月26日（慶長5年7月18日）から1600年9月8日（8月1日）まで行われた関ヶ原の戦いの前哨戦。

## 開戦の経緯
豊臣秀吉の死後、大老・徳川家康は上杉景勝が、豊臣政権に対して反逆を企てたとして会津征伐を決定。慶長5年6月18日に伏見を立ち東国へ向かった。
一方、大坂城にいた前田玄以、増田長盛、長束正家の三奉行は7月17日に、家康が大坂城西の丸に残していた留守居役を追放して、家康に対する13か条の弾劾状を発布した。
これに先立つ7月15日の時点で家康の家臣鳥居元忠らが在城する伏見城は籠城を開始しており、反家康の立場を明らかにした西軍はこれに対する攻撃を準備する。
守る城側の兵力は城兵1800人に大坂城西の丸から移動してきた500人を加えた計2300人。

## 戦いの状況
本格的な戦闘は19日から開始され、当初は籠城側が打って出て前田玄以、長束正家らの屋敷を焼き払うなどするが、以降は攻め手が昼夜問わず大小の鉄砲を打ちかけ、さらに22日には宇喜多秀家勢が加勢するなど圧力を強める。攻め手は築山（小山）を築いてそこに大筒・石火矢を設置したり、堀を埋めるなどするが十分に防御された城は容易に落ちなかった。
しかし孤立した城は8月1日昼ごろに落城。鳥居元忠は鉄砲頭鈴木孫三郎（鈴木重朝）に討ち取られ、他に内藤家長、内藤元長
父子・松平家忠・上林竹庵ら以下800人が討ち死にした。
この伏見城攻防戦の様子を近隣の郷民たちは小栗栖の山から見物している。

## 戦後の影響
この戦いは、9月15日に行われることになる関ヶ原本戦の前哨戦であり、伏見城に10日以上もの期間をかけたため、美濃・伊勢方面に対するその後の西軍の展開が大きく遅れる要因となったとする説がある。

## 島津義弘と小早川秀秋の動向
当初島津義弘と小早川秀秋は東軍に味方するつもりであったため、城側に入城の意思を示したが拒否され、やむなく西軍に属して城攻めに加わったとする説がある。
しかし前者は「島津家譜」、後者は「寛政重修諸家譜」等といずれも江戸時代成立の二次史料の記述を典拠としており、史実である確証は無い。

## 逸話
戦後、鳥居元忠所用の「糸素縣縅二枚胴具足」が鈴木重朝の手に渡ったが、重朝は元忠の子の忠政に返還を申し出た。忠政は深く感銘し重朝にこの具足を譲り、2004年に鈴木家から大阪城天守閣に寄贈された（なお兜は幕末期に新調されている）。